# 닉 오브 타임
《닉 오브 타임》(영어: Nick of Time)은 미국에서 제작된 1995년 정치 액션 스릴러 영화이다. 존 배덤이 연출과 제작을 맡고, 조니 뎁, 크리스토퍼 워컨 등이 출연하였다.

## 출연진
- 조니 뎁
- 크리스토퍼 워컨
- 찰스 S. 더턴
- 로마 마피아
- 마샤 메이슨
- 피터 스트라우스
- 글로리아 루번
- G.D. 스프래들린
- 빌 스미트러비치
- 율 바스케스

## 기타 제작진
- 협력 제작: 캐미 크라이어
- 배역: 캐럴 루이스
- 미술: 필립 해리슨
- 의상: 메리 E. 보트